# ۲۱ سپتامبر
۲۱ سپتامبر دویست و شصت و چهارمین (در سال‌های کبیسه دویست و شصت و پنجمین) روز سال در گاه‌شماری میلادی است. ۱۰۱ روز تا پایان سال باقی‌است.

## رویدادها
- ۱۸۸۱ - پیمان آخال بین ایران قاجاری و امپراتوری روسیه به امضا رسید.
- ۱۹۳۹ - آرماند کالینسکو، نخست‌وزیر رومانی توسط جنبش گارد آهنین ترور شد.
- ۱۹۷۲ - فردیناند مارکوس، رئیس‌جمهور فیلیپین در پی شدت گرفتن درگیری با شورشی‌های کمونیست در سرتاسر این کشور حکومت نظامی اعلام کرد.
- ۱۹۷۶ - سیشل به سازمان ملل متحد پیوست.
- ۱۹۹۱ - همه‌پرسی استقلال ارمنستان از اتحاد شوروی
- ۱۹۹۹ - در اثر زلزله ۷٫۴ ریشتری در شهر چی‌چی تایوان بیش از ۲۴۰۰ تن کشته و ۱۱ هزار نفر زخمی شدند.
- ۲۰۱۳ - در اثر حمله شبه‌نظامیان الشباب به فروشگاهی در نایروبی، پایتخت کنیا دست کم ۶۷ غیرنظامی و خود چهار مهاجم کشته شدند.

## زادروزها
- ۱۴۱۵ - فریدریش سوم، امپراتور مقدس روم (د. ۱۴۹۳)
- ۱۸۵۳ - هایک کامرلینگ اونس، فیزیک‌دان هلندی
- ۱۹۲۰ - کنث مک‌آلپاین، رانندهٔ مسابقات فرمول یک اهل انگلستان
- ۱۹۴۷ - استیون کینگ، نویسنده
- ۱۹۷۲ - دیوید سیلوریا، نوازنده آمریکایی درام
- ۱۹۸۰ - کارینا کاپور، بازیگر هندی
- ۱۹۸۱ - شیما علی، بازیگر ایرانی-کویتی

## درگذشت‌ها
- ۱۹۹۱ - نرگس بندی‌شاهوا، خواننده سبک پاپ اهل تاجیکستان
- ۲۰۰۰ - اسکندر ختلانی، شاعر، مترجم، روزنامه‌نگار اهل تاجیکستان

## مناسبت‌ها
- روز جهانی صلح
- روز جهانی آلزایمر[۱]